# وویکوویتسه (ناحیه فریدک-میستک)
وویکوویتسه (به چکی: Vojkovice) یک منطقهٔ مسکونی در جمهوری چک است که در ناحیه فریدک-میستک واقع شده‌است. وویکوویتسه ۴٫۸۶ کیلومتر مربع مساحت و ۵۱۷ نفر جمعیت دارد و ۳۱۵ متر بالاتر از سطح دریا واقع شده‌است.